# Karl Baumgartner (Schauspieler)

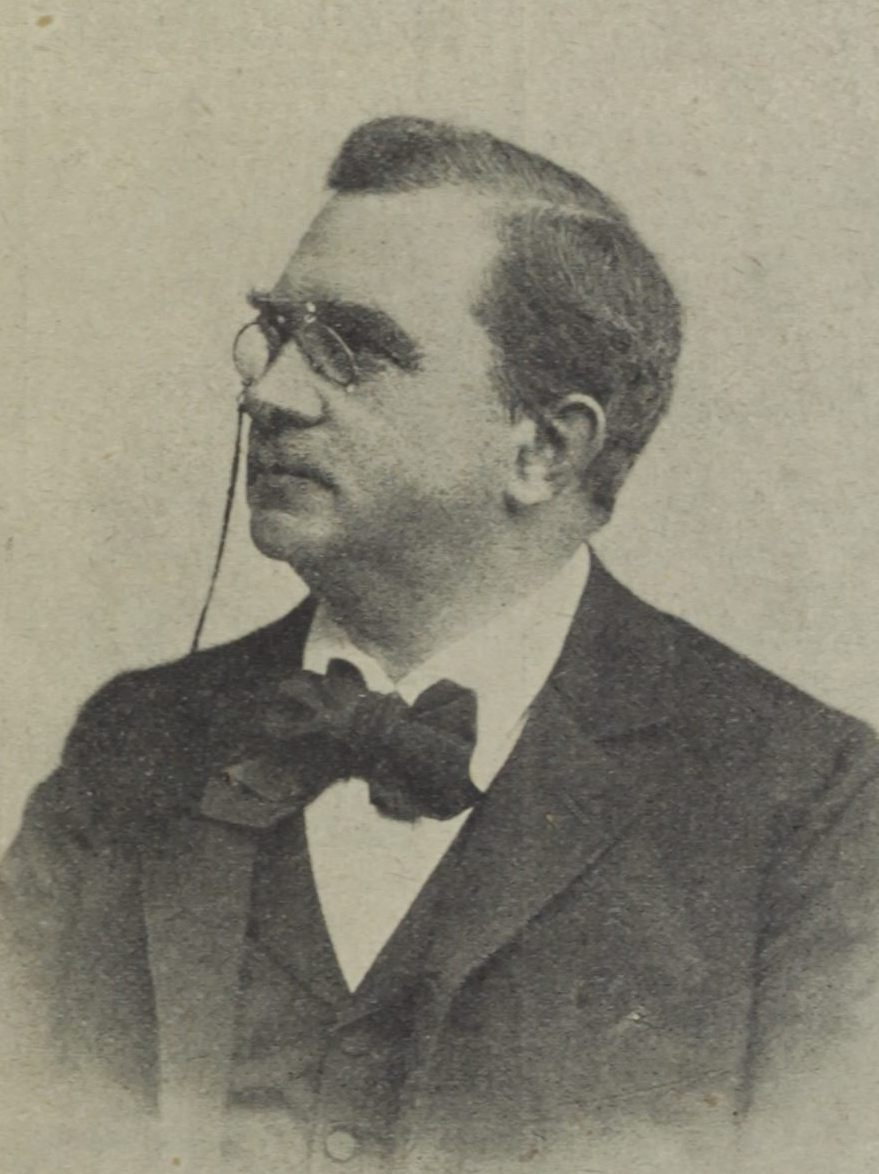
Karl Baumgartner, um 1901

Karl Baumgartner (* 1. März 1850 in Wien; † 6. November 1925 ebenda) war ein österreichischer Schauspieler und Theaterregisseur. 

## Leben
Der Sohn eines Kanzleichefs des Wiener Finanzministeriums hatte zunächst ein Technikstudium absolviert, ehe er sich der Bühne zuwandte und in den 1870er Jahren Schauspielunterricht an der Kierschnerschen Theaterakademie nahm. Im Anschluss daran fand Baumgartner sein erstes Engagement am Berliner Nationaltheater, weitere frühe Bühnenstationen waren Aachen, Dresden und das Burgtheater seiner Heimatstadt Wien.
Bereits in den 1880er Jahren arbeitete er auch als Regisseur und wirkte in beiden Funktionen vor allem an österreichischen Bühnen (in Baden bei Wien, Klagenfurt, Innsbruck, den böhmisch-mährischen Provinzstädten Reichenberg und Olmütz, Linz und schließlich 1889 Salzburg). Noch vor Erreichen des 40. Lebensjahres wuchs Karl Baumgartner in das Charakterfach hinein und spielte vor allem humorige Typen (auch Väter aller Arten). Nach über einem Jahrzehnt in Salzburg kehrte Baumgartner im Sommer 1901 ans Wiener Burgtheater zurück. Bis zu seinem Tode blieb der später zum Hofschauspieler ernannte Künstler dieser angesehensten österreichischen Bühne verbunden und spielte eine Fülle von großen Rollen – weiterhin bevorzugt kauzig-komische Typen.
Beim Film seit dem Ersten Weltkrieg aktiv, sah man Baumgartner vor allem in Hauptrollen knorriger Patriarchen, würdevoller Honoratioren und machtvoller Respektspersonen – in Produktionen der Wiener Kunstfilm, die überwiegend vom Regie-Duo Jakob Fleck und Luise Kolm in Szene gesetzt wurden. Baumgartner war der Adamhofbauer in der Anzengruber-Verfilmung Der Meineidbauer, ein Pfarrer in dem Drama Die Tragödie auf Schloß Rottersheim, der Bettelmönch Augustin in einer weiteren Anzengruber-Adaption, Im Banne der Pflicht (nach Anzengrubers Hand und Herz), und der Großherzog in Alexander Kordas aufwändigem Epos Eine versunkene Welt.

## Filmografie
- 1915: Der Meineidbauer
- 1915: Mit Herz und Hand fürs Vaterland
- 1916: Sommeridylle
- 1916: Die Tragödie auf Schloß Rottersheim
- 1917: Mir kommt keiner aus
- 1917: Im Banne der Pflicht
- 1917: Der Doppelselbstmord
- 1918: Gespenster
- 1920: Auto 1472
- 1920: Feuertod
- 1922: Eine versunkene Welt
- 1922: Der Mann, der zweimal starb…